# Shchūchīnsk Qalasy
Shchūchīnsk Qalasy är ett distrikt i Kazakstan.   Det ligger i oblystet Nordkazakstan, i den norra delen av landet, 210 km norr om huvudstaden Astana.